# Alex Ribeiro
Alex Dias Ribeiro, född 7 november 1948 i Belo Horizonte, är en brasiliansk racerförare.

## Racingkarriär
Ribeiro, som 1976 tävlade i det brittiska F3-mästerskapet, fick köra i formel 1 för Hesketh i säsongens näst sista lopp i USA 1976. Han kom i mål i sin debut som tolfte förare.
Säsongen 1977 köpte han en förarplats i March. Han fick bryta de fyra första loppen, misslyckades sedan att kvalificera sig till de följande sex loppen men lyckades därefter kvalificera sig till fem av de återstående sju loppen. Han kom då som bäst på åttonde plats två gånger. 
Ribeiro körde sedan två lopp för Fittipaldi 1979, men lyckades inte kvalificera sig till något av dem. 
1999 återvände Ribeiro till F1, men då som förare av den officiella läkarbilen. Han kraschade med den bilen under en övning inför loppet i Monaco 2000. Oturligt nog bröt hans passagerare, FIA:s medicinske representant, tre revben, varefter Ribeiro fick lämna även det jobbet.

## F1-karriär
| Säsong | Stall/Tillverkare | Poäng | Placering |
| ------ | ----------------- | ----- | --------- |
| 1976   | Hesketh           | 0     | –         |
| 1977   | March             | 0     | –         |
| 1979   | Fittipaldi        | 0     | –         |